# Revision3
Revision3 är ett Internetbaserat TV-nätverk som grundades 2005. Företaget bakom sidan nätverket hade sitt säte i San Francisco. Revision3 skapade, producerade och distribuerade videoklipp inom nischade områden. Den 3 maj 2012 meddelades att Revision3 köptes upp av Warner Bros Discovery för 30 miljoner dollar. Nätverket har därefter stängts ner.
Namnet kommer från grundarnas syn på utvecklingen av film och television. Starten var markbunden television, den första revisionen var kabel-TV, den andra distribution via Internet utan affärsmodell och den tredje är masskommunikation via Internet on-demand med nischat innehåll.[källa behövs]